# 56 Aquilae
56 Aquilae, som är stjärnans Flamsteed-beteckning, är en ensam stjärna belägen i den södra delen av stjärnbilden Örnen. Den har en skenbar magnitud på ca 5,79 och är svagt synlig för blotta ögat där ljusföroreningar ej förekommer. Baserat på parallax enligt Gaia Data Release 2 på ca 5,7 mas, beräknas den befinna sig på ett avstånd på ca 580 ljusår (ca 177 parsek) från solen. Den rör sig närmare solen med en heliocentrisk radialhastighet av ca -50 km/s och beräknas komma så nära solen som 222 ljusår om ca 3,3 miljoner år.

## Egenskaper
Primärstjärnan 56 Aquilae är en orange till röd jättestjärna av spektralklass K5 III, som förbrukat förrådet av väte i dess kärna och utvecklats bort från huvudserien. Den har en radie som är ca 42 solradier och utsänder ca 391 gånger mera energi än solen från dess fotosfär vid en effektiv temperatur av ca 4 000 K.
56 Aquilae är en dubbel stjärna,  men verkar inte vara en gravitationellt förbunden dubbelstjärna. Det är en av de dubbelstjärnor som beskrivs i amiral William Henry Smyth arbete från 1864, Sidereal Chromatics.